# ニーマル・ラージ・ギャワリ
ニーマル・ラージ・ギャワリ（Nirmal Raj Gyawali、1976年11月1日 - ）は世界的な瞑想家であり、世界トップクラスのプロの瞑想ティーチャー（グル）。
2003年に来日し、瞑想やヨガの振興に尽力。広尾のeat play works内の瞑想スタジオsuwaruやニーマルヨガスタジオなどでヨガ・瞑想・呼吸法（プラーナヤーマ）の指導を行う。

## 来歴・人物
ネパール生まれ。古来からの伝統的なメディテーションの叡智の継承者。祖父が創立した王立アローギャ・アシュラム（ネパール・カトマンズにあるヨガ、アーユルヴェーダ、自然療法のクリニック・学校）にて9歳からハタヨガ（アーサナ、呼吸法、メディテーション）の研鑽を積み、15歳で王族や上流階級の人々への指導を開始。ハタヨガメディテーションやアーユルヴェーダを学び、22歳でアローギャ・アシュラムでハタヨガの博士号を取得。トリブバン大学経営学科を卒業。約30年間、世界20カ国でヨガ・瞑想を指導し、2003年に来日。
5000年前から伝わるヴェーダ哲学を現代に合わせてアップデートした「ニーマルメソッド®︎」を開発・普及するほか、メディテーションやマインドフルネスの手法を多数提供。2007年に株式会社ヨガアシュラムジャパンを立ち上げ、ヨガクラスやアーユルヴェーダ、自然療法などを行う。2008年にニーマルヨガ白金台スタジオ、2010年にニーマルヨガ横浜スタジオをオープン。2019年にメディテーションテックベンチャーのスワル株式会社を設立し、ビジネスパーソン向けの瞑想講座にも力を入れる。教育者でもあり、本質的なヨガメディテーション講師を500名以上輩出。
マルチリンガルで、母国語はネパール語、英語と日本語でのコミュニケーション能力に優れ、会話は流暢。ヒンディー語はネイティブレベル、サンスクリット語は読み書きを流暢に行うことができる。
趣味はサッカー、バドミントン、絵画、音楽（竹笛）。

## 活動

### ニーマルメソッド開発
「ニーマルメソッド®︎」は、ヨガ・瞑想・呼吸法によって得られる自らの気づきを通して、心と体をニーマル（サンスクリット語で「水晶のように澄み切った・純粋」の意味）な状態に導いていくことを目的とするウェルネス実践法。古代から受け継がれてきた瞑想法の叡智を現代社会向けにアップデートし、瞑想を行うための適切な準備と順序を一連のプロセスとした体系的な練習法である。
「ハタヨガ」と「ラージャヨガ」をベースに、ヨガの普遍的な考えを、時代に合わせてアップデートしており、心と体に深い安らぎをもたらす「リラックス&デタッチメント（超然）」効果があると言われている。
「ニーマルメソッド®︎」では「体のための瞑想（Meditation for Body）」「マインドのための瞑想（Meditation for Mind）」「魂（本来の自分）のための瞑想（Meditation for Soul）」の3段階に分けて指導を行う。

### クラス・ワークショップ
瞑想スタジオやヨガスタジオなどで定期的なクラスやワークショップセッションなどを行う。
ヨガクラスの内容には、ハタヨガとラージャヨガをベースした「ニーマルヨガ」、手首・足首・肩・腰・股関節など特定の部位を一つずつ丁寧に動かすことで全身をほぐしていく「マイクロヨガ」などがある。
2004年～2007年には、ビューティー＆ヨガサロン「メロウ・ボーテ」（東京）にてアーユルヴェーダ・自然療法カウンセラー兼アーユルヴェーダマッサージプラクティショナーとして活動。アーユルヴェーダトリートメントの内容を監修し、アーユルヴェーダ・ナチュロパシーのカウンセラーとして、毎月20名のクライアントの心と体の体質に合わせたコンサルテーションを行っていた。指導内容は食事療法、ハーブ療法、マッサージ、ヨーガ療法、生活習慣の改善など多岐にわたる。

### 執筆
2023年5月26日に音声ナビ付きの瞑想の入門書『黒感情が消える ニーマル10分瞑想』（小学館）を出版。
2023年9月13日に初心者でも日常生活に取り入れやすいマインドフルネス法を紹介した『心が整うマインドフルネス入門』（小学館）を出版。

### 来日するまでの活動
- Marsyangdi Women's Health Club（ネパール、カトマンズ。2002年～2003年）

毎週5クラス、ヨガ、瞑想、呼吸法を指導。
- 国立警察学校（ネパール、カトマンズ。2003年）

毎週5クラス、ヨガ、瞑想、呼吸法を指導。
- ヒマラヤン・レクリエーション・リゾート（ネパール、カトマンズ。2002年～2003年）

毎週６クラス、ヨガ、瞑想、呼吸法を指導。セラピューティック・マッサージを週20H提供。

### アローギャ・アシュラム時代の活動
- プログラムオフィサー

患者へのヨガ指導、ヨガイベントの企画、留学生のためのプログラムの企画など、アシュラムの社会福祉と活動を発展させる。
他の自然療法医と共に、社会福祉のための7日間の自然健康セミナーイベントを開催し、毎日400人が集まる。
- ヨガ指導者

毎週5クラス、ヨガ、瞑想、呼吸法を指導。
- アーユルヴェーダ・ナチュロパシー医師カウンセラー・プラクティショナー

アーユルヴェーダと自然療法のカウンセリングを毎月60名のクライアントの体と心の体質に合わせて行う。アーユルヴェーダのボディオイルマッサージ（アビヤンガ）、ヘッドオイルマッサージ（シロダーラ）、ハーバルフェイシャルマッサージを提供。クライアントの体質や体調に合わせたオイルを調合。

## 著書

### 書籍
- 『美顔ヨガ : 締まる！上がる！輝く！ 1週間で実感する新・抗老化メソッド』（2012年10月、小学館実用シリーズ LADY BIRD）
- 『黒感情が消える ニーマル10分瞑想 : 怒り、不安、嫉み、欲、エゴを生まずに、よりよい自分に』（2023年5月、小学館）
- 『心が整うマインドフルネス入門 : エグゼクティブが実践するニーマルメソッド』（2023年9月、小学館）

### 雑誌
- 『美的』にアドバイザーとして寄稿。アーユルヴェーダカウンセリング記事を3年間担当。

### CD
- ストレスマネジメントCD『ヨガニードラ』英語ver（2009年）日本語ver（2012年）

## 出演・掲載

### TV
- Mr.サンデー「なぜブーム拡大？瞑想にハマる人たち」（放送日：2020年1月19日）

### 雑誌
- 『MacFan』「AI時代だからこそ実践したい瞑想、マインドフルネス」（掲載日：2019年10月号）
- 『リンネル』7月号「香菜子さんのFind my Beauty　瞑想で “今” の自分を知2る」（掲載日：2020年6月）
- 『25ans』7月号「不思議なリラックス感に満たされる、初めての瞑想体験！」（掲載日：2020年6月）
- 『25ans』1月号「サステナ白書2021ニューノーマル時代。エレ女の24hoursセルフケア〔内面編〕心の平穏が世界平和に繋がる」(2020年11月）
- 『25ans』1月号「君島十和子のBEAUTY UNLIMITED　suwaruでニーマル先生に瞑想を習う」（掲載日：2020年11月）
- 『メンズクラブ』4月号「好印象のススメ」（掲載日：2022年2月25日）
- &rosy4月号「ゆらぐ心に寄り添うコントロール術」（2022年2月22日）
- 『Forbes』6月号「エグゼクティブ異種交遊録」（掲載日：2022年4月25日）
- 『PRESIDENT』9月号「脱デジタルでリフレッシュ「瞑想&座禅」」（掲載日：2022年8月26日）
- VOUGUE JAPAN「夏から秋にかけての気象病をアーユルヴェーダで回避するには」（2023年8月24日）

### 記事
- VOGUE JAPAN「心身を癒す「瞑想」の力。【ヴォーグなお悩み外来】」（2020年5月21日）
- TABI LABO「ニーマル先生のメディテーション講座」（2019年7月8日）
- GINGERweb「続けるほど幸福度UP！今すぐ始められる、メディテーション習慣」
- OCEANSオーシャンズウェブ「「マインドフィットネス」としての瞑想術。プロが教える基本ルール10カ条」（2020年8月15日）
- OCEANZ「伝説のインストラクターに教わる「ヨガ入門」。オーシャンズ世代にオススメの第一歩とは」
- 25ans「初めての瞑想体験でリラックス「SUWARU MEDITATION」　美容班のキレイスポット行脚 Vol.12」

## 加盟団体
- 東京ニーマルヨガ
- スワル株式会社